# Кнунянц, Валентин Богданович
Валентин Богданович Кнуня́нц (6 [19] декабря 1907, Санкт-Петербург — 9 ноября 1987, Москва) — советский радиотехник, профессор.

## Биография
Родился 6 (19 декабря) 1907 года в Санкт-Петербурге. В 1918 году с матерью выехал в детскую колонию в местечке «Святые горы» Архивная копия от 28 мая 2020 на Wayback Machine Харьковской губернии, которое вскоре было оккупировано белыми. В период оккупации скончалась мать, и он остался в колонии до 1920 года.
В 1921 году был взят на воспитание родной сестрой отца Ф. М. Кнунянц и переехал в Баку. Там учился в промышленно-экономическом техникуме.
В 1924 году вместе с семьей тети переехал в Москву, где поступил на рабочий факультет при 1-м Московском государственном университете. В 1925 году окончил рабфак и был зачислен студентом на электротехнический факультет МВТУ имени Н. Э. Баумана.
В 1930 году окончил училище и получил квалификацию инженера-электрика по специальности «радио».
С 1928 года работал лаборантом в Государственном электромеханическом институте, в группе С. Я. Турчилина. С 1929 года работал техником, в 1930 году был зачислен на должность научного сотрудника, а затем, в 1932 — 1933 годах, был старшим научным сотрудником.
Руководил разработками коротковолнового радиопередатчика 1-го класса и переходных линейных устройств для радиотелефонной связи Москва — Ленинград, киносъемочных усилителей для звукозаписывающей аппаратуры системы Тагера.
В 1935 году под его руководством была установлена радиосвязь между Москвой и островом Диксон для обслуживания первой лётной экспедиции на Северный полюс, создана специальная аппаратура по точному судовождению в узких фарватерах в условиях тумана и полного отсутствия видимости.
В 1936 году возвратился на работу в ВЭИ, в лабораторию, которая к моменту его перехода была переведена в состав Научно-исследовательского института № 10.
В конце 1930-х годов под его руководством начались работы по изготовлению специальной системы «Окунь».
Умер 9 ноября 1987 года. Похоронен в Москве на Кунцевском кладбище.

## Награды и премии
- Орден Красной Звезды (6 марта 1945)
- Сталинская премия третьей степени (1946) — за создание аппаратуры для судовождения

## Семья
- Отец — Богдан Кнунянц (1878—1911) — один из основателей РСДРП, делегат II съезда РСДРП в 1903 году.
- Мать — Елизавета Васильевна Голикова (1880—1918), член РСДРП.
- Тетя и приёмная мать — Кнунянц-Ризель Фарандзем (Фаро) Минаевна.
- Дядя — Людвиг Кнунянц (1877—1952), член РСДРП с 1897 года, участник революционного движения.
- Двоюродный брат — Иван Кнунянц, советский химик-органик.